# (38439) 1999 SQ4
1999 SQ4 (asteroide 38439) é um asteroide da cintura principal. Possui uma excentricidade de 0.01324710 e uma inclinação de 15.54198º.
Este asteroide foi descoberto no dia 29 de setembro de 1999 por Korado Korlević em Visnjan.